# البنك الصناعي والتجاري الصيني
ICBC

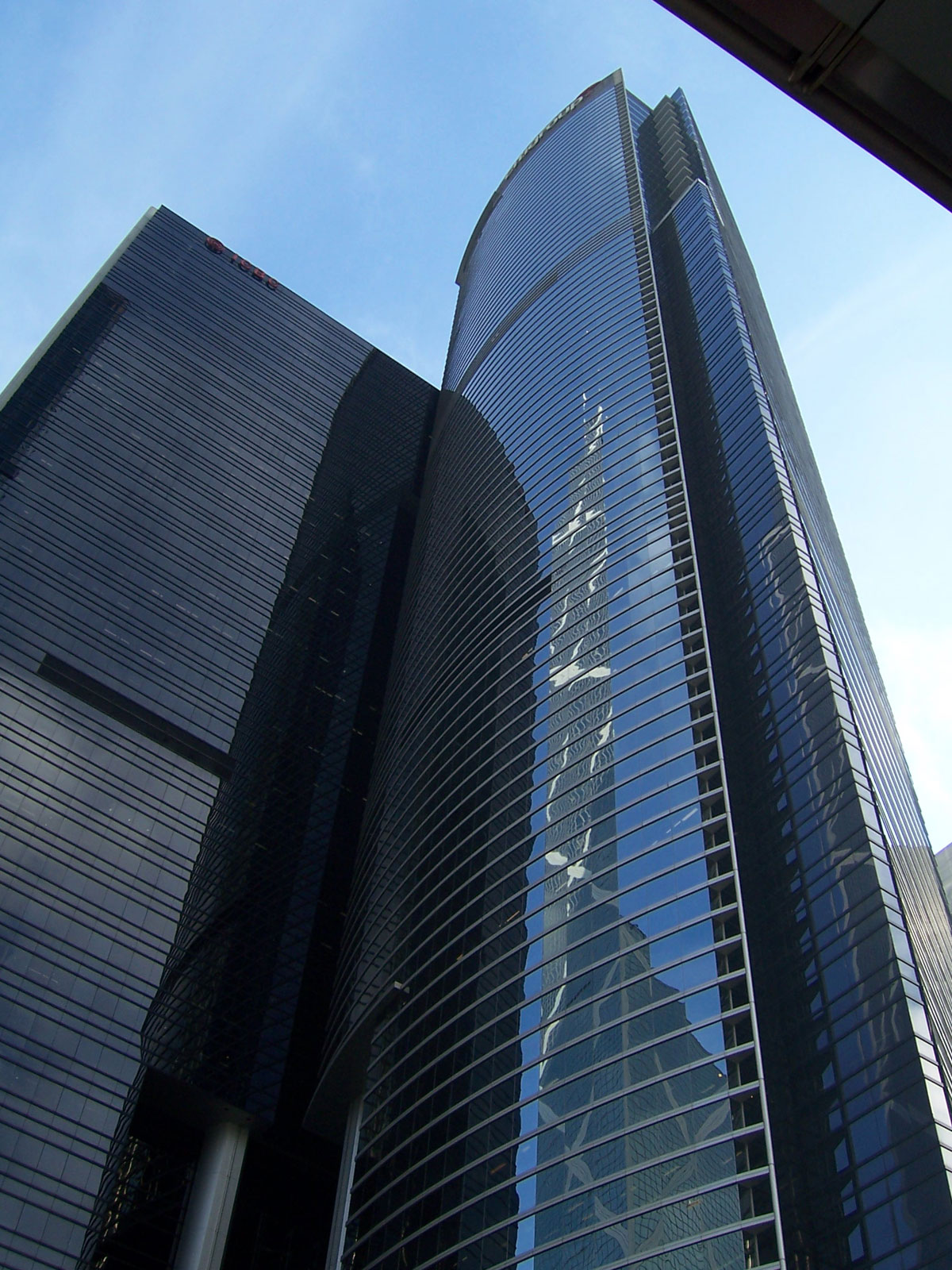
فرع هونغ كونغ ، 2005

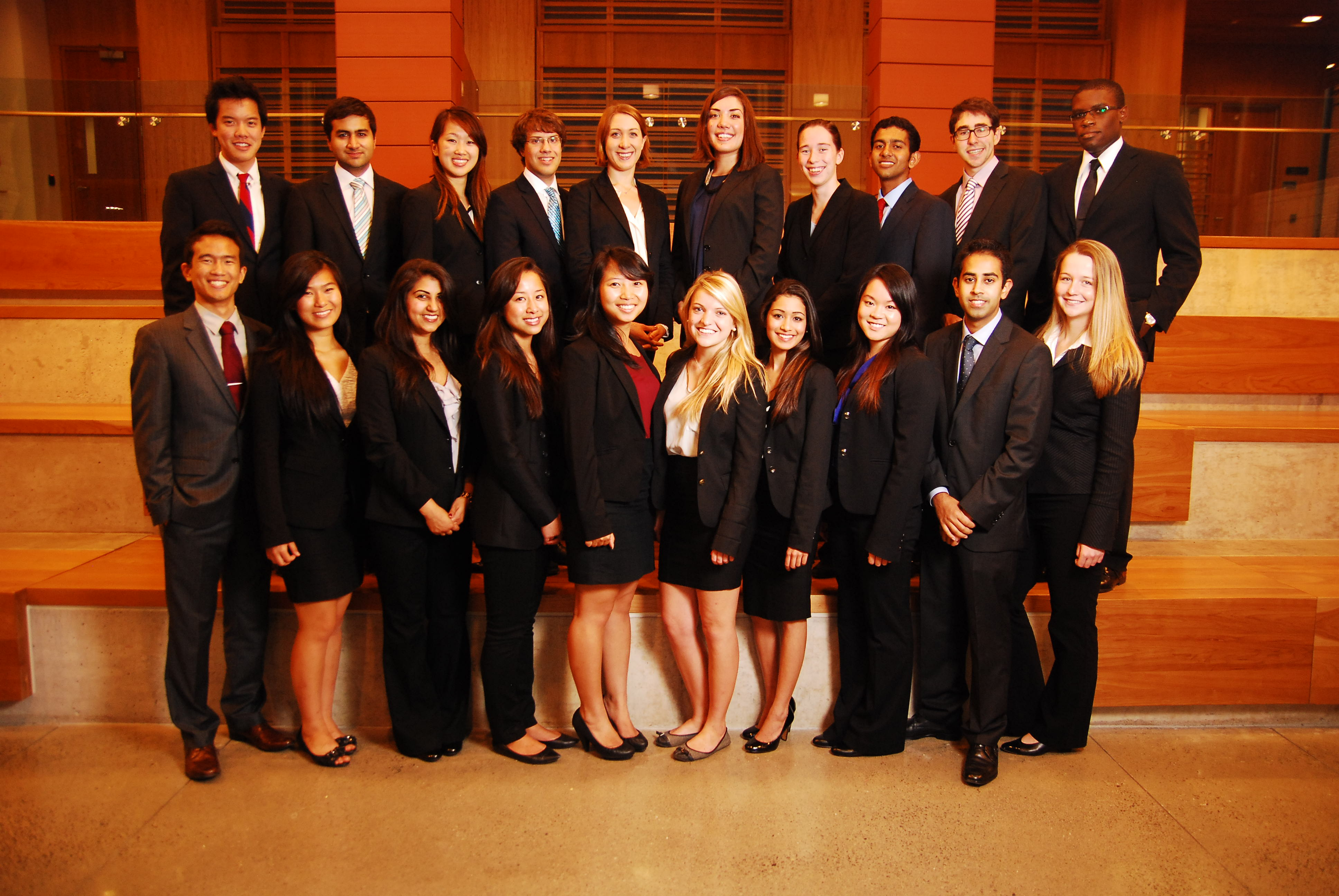
الفريق التنفيذي ، 2013

البنك الصناعي والتجاري الصيني المحدود (بالصينية: 中国工商银行) (بالإنجليزية: Industrial and Commercial Bank of China Ltd)‏ ويختصر (بالإنجليزية: ICBC)‏ هو أكبر بنك أو شركة في العالم لعام 2015 حسب مجلة فوربس. تأسس في 1984. يقع مقره في بكين.
تقدر مبيعاته بـ 166.8 مليار دولار لمنتصف عام 2015.
ويعتبر البنك الصناعي والتجاري الصيني المحدود هو أكبر بنك تجاري في الصين ويتفوق على نظرائه في مؤشرات متعددة تشمل الودائع والقروض وإجمالي الأصول ورأس المال الأساسي والدخل العامل وقيمة العلامة التجارية. وفي السنوات الأخيرة تكيف البنك الصناعي والتجاري الصيني المحدود بصورة استباقية على طلب العملاء للخدمات المالية المتنوعة وحسّن نظامه الخارجي باتباع طريقة الصين للتجارة الخارجية والاستثمار بدقة، وحسّن بشكل ملحوظ قدرته على الخدمة العالمية، وبنهاية 2014 غطت شبكته الخارجية 41 بلدا ومنطقة في أنحاء العالم ولديه 338 شركة تابعة.

## التوسع في الدول العربية

### في قطر والإمارات والكويت
عمل البنك في السنوات ببن 2005 و2015 بنشاط لتعزيز إستراتيجيته الدولية، وإسراع في خلق بيئة خاصة بالمؤسسات الأجنبية، وتوسيع الأعمال التجارية، وبذل جهود الرامية إلى تعزيز الخدمات المالية العالمية.
منذ عام 2008، دخل البنك الصناعي والتجاري الصيني رسميا أسواق الشرق الأوسط، بهدف تقديم الدعم الفعال للطاقة المحلية والاتصالات السلكية واللاسلكية والنقل والصناعة وغيرها من البنى التحتية، وتعزيز العلاقات التجارية بين الصين والشرق الأوسط التي أحرزت تقدما كبيرا في الأعمال التجارية، ويصبح أحد البنوك التجارية الكبرى في الشرق الأوسط تدريجيا أيضا.
حقق نجاحا كبيرا في إمارة دبي بدول الإمارات العربية المتحدة، كما فتح فرع بنك الصين الصناعي التجاري المحدود – الشرق الأوسط في العاصمة القطرية الدوحة، ليصبح البنك الصناعي والتجاري الصيني أول بنك صيني يفتح فرعاً له في منطقة الشرق الأوسط.
وفي ديسمبر عام 2009 وافق البنك الصناعي والتجاري الصيني إنشاء فرع له في أبوظبي للعمل في مجال الخدمات المصرفية بالجملة، ليصبح مرة أخرى أول بنك الصيني يحصل على الرخصة التجارية الصادرة عن البنك المركزي، وهي الأولى من نوعها منذ عام 1982، حيث لم يصدر البنك المركزي لدولة الإمارات العربية المتحدة أي ترخيص بالعمل المصرفي لغير المؤسسات الخليجية منذ تلك الفترة.
بدأت مهمة خدماته منذ الأيام الأولى من تأسيسه، حيث قام البنك بتوفير الخدمات المالية للعملاء وبالتحديد الشركات الصينية للنفط (سينوبك، سينوك) هواواي وشركات البناء وغيرها من الشركات الصينية الرائدة. وفي نفس الوقت، يقدم البنك عروض خاصة بمجالات الاستثمارات في السوق المحلية في الشرق الأوسط.في شهر أبريل عام 2009، قام بنك الصين الصناعي التجاري المحدود – الشرق الأوسط بمشاركة حكومة دبي إعادة تمويل مركز التمويل الإسلامي بمبلغ قدره 635 مليون دولار أمريكي، وقدم 100 مليون دولار حصة قروض.وتعتبر المرة الأولى التي يشارك فيها بنك الصين الصناعي التجاري المحدود – الشرق الأوسط في تمويل بنك إسلامي محلي، للمزيد من توسيع لأعمالها التنموية. بالإضافة إلى ذلك، دعم بنك الصين الصناعي التجاري المحدود – الشرق الأوسط أيضا صناعة الاتصالات السلكية واللاسلكية والخدمات والصناعات الرئيسية المحلية.وبعد سنتين في الجهد المبذول استطاع البنك أن يقيم شركات اتصالات ساعدت على توسيع أعماله ويعزز علاقاته في الشرق الأوسط وشمال أفريقيا.
في عام 2009، قدم بنك الصين الصناعي التجاري المحدود – الشرق الأوسط خطاب لقطاع الاتصالات في دولة الإمارات العربية المتحدة يعلن عن نيته على تقديم تمويل بقيمة 1.5 مليار دولار أمريكي، كما أرسل خطابا أخر لشركة اتصالات قطرية يعلن فيه عن نيته في تقديم تمويل بشكل قروض للشركة بمبلغ مليار دولار أمريكي، كما تم التوقيع اتفاقية هيكلية بتمويل بقيمة 500ألف دولار أمريكي مع فرع مؤسسة الاتصالات الإماراتية في السعودية.واعتبارا من نهاية شهر أكتوبر عام 2010، بلغت قيمة مجموع المشاريع الممولة من طرف بنك الصين الصناعي التجاري المحدود – الشرق الأوسط في مجال الاتصالات ما يقرب 200 مليون دولار أمريكي. وقد بلغ مجموع توفير التمويل وأنواع أخرى من الخدمات المالية لدى البنك من طرف العملاء في الشرق الأوسط 3 مليارات دولار أمريكي، كما قدم البنك دعم مالي قدره 13 مليار دولار أمريكي للشركات الصينية في مشاريع كبرى في الشرق الأوسط.
يقدم الفروع الثلاث لبنك الصين الصناعي التجاري المحدود – الشرق الأوسط الواقعة في أبو ظبي، دبي والدوحة والقريبة من بعضها البعض جغرافيا الخدمات المباشرة للعملاء المحليين، لتعزيز مستوى أعمق للعلاقات الاستثمارية بين الصين والشرق الأوسط.

### في السعودية
في شعبان 1436 هـ الموافق يونيو 2015م أعلن البنك عن دخوله للسوق السعودي، وبهذا يكون أول بنك صيني يعلن تأسيسه في المملكة، عبر افتتاح فرع الرياض هو الفرع الخامس للبنك الصناعي والتجاري الصيني المحدود في الشرق الأوسط بعد فرع دبي وأبو ظبي والدوحة والكويت.

## المالية
لدى البنك الصناعي والتجاري الصيني سياسة لإعداد  الحسابات التي تؤكد  المعايير الدولية لإعداد التقارير المالية، 
قبول معايير IFRS 9 على وجه التحديد (تتعلق بتعريف وتصنيف الأصول والمسؤولية وعدد عقود الشراء الحالية للمشتريات غير المالية )) اعتبارًا من 1 يناير 2018. والمعيار الدولي لإعداد التقارير المالية رقم 16 (المتعلق بالإيجار.) اعتبارًا من 1 يناير 2019.)

## ارقام أساسية
الارقام في الاعوام التالية.

## 2005
في عام 2005، ارتفع صافي الربح بنسبة 12.4٪ ليصل إلى 33.7 مليار يوان صيني، وبلغ إجمالي رصيد القرض 3289.5 مليار يوان صيني. إجمالي المطلوبات هو 6,196.2 مليار يوان، بزيادة 11.2٪. الجانحين أو القروض المتعثرة (NPL) مجموع يوان 154400000000، وتعتبر على نطاق واسع إلى انخفاض كبير على الرغم من أن الأرقام باعتبارها نوعا ما أعلى من المعلن رسميا. تبلغ نسبة القروض المتعثرة 4.69٪ ونسبة كفاية رأس المال 9.89٪.
| عام                       | 2003  | 2004  | 2005  | 2006  | 2007  | 2008  | 2009  | 2010  |
| ------------------------- | ----- | ----- | ----- | ----- | ----- | ----- | ----- | ----- |
| الإيرادات، مليار دولار    | 107.5 | 126.7 | 193.1 | 181.6 | 257.4 | 310.2 | 309.4 | 380.7 |
| صافي الدخل، مليار دولار   | 2.473 | 2.311 | 33.70 | 49.26 | 81.52 | 110.8 | 129.4 | 166.0 |
| الأصول، trln              | 5.279 | 5.671 | 6.454 | 7.509 | 8.684 | 9.757 | 11.79 | 13.46 |
| حقوق الملكية، مليار دولار | 170.5 | 163.0 | 253.4 | 466.5 | 538.4 | 602.7 | 673.9 | 820.4 |

| عام                       | 2011  | 2012  | 2013  | 2014  | 2015  | 2016  | 2017  | 2018  |
| ------------------------- | ----- | ----- | ----- | ----- | ----- | ----- | ----- | ----- |
| الإيرادات، مليار دولار    | 470.6 | 529.7 | 578.9 | 634.9 | 668.7 | 641.7 | 675.7 | 725.1 |
| صافي الدخل، مليار دولار   | 208.4 | 238.7 | 263.0 | 276.3 | 277.7 | 279.1 | 287.5 | 298.7 |
| الأصول، trln              | 15.48 | 17.54 | 18.92 | 20.61 | 22.21 | 24.14 | 26.09 | 27.70 |
| حقوق الملكية، مليار دولار | 956.7 | 1125  | 1274  | 1531  | 1789  | 1970  | 2127  | 2330  |

## الخلافات
في عام 2005، ألقت الحكومة الصينية القبض على العديد من المسؤولين الحكوميين بالإضافة إلى المصرفيين فيما يتعلق بتهمة مخطط لأخذ 900 مليون دولار أمريكي بشكل غير قانوني من البنك الصناعي والتجاري الصيني.
في نوفمبر 2015، وافق بنك ICBC Standard Bank ، وهو شركة فرعية خارجية تم الاستحواذ عليها في فبراير من ذلك العام، على دفع غرامة أقصاها 40 مليون دولار للسلطات البريطانية.
في 17 فبراير 2016، ألقى الحرس المدني الأسباني بدعم من اليوروبول القبض على ستة مدراء تنفيذيين من الموقع الإسباني للبنك المتهمين بغسل الأموال.
في عام 2018، وجد الاحتياطي الفيدرالي الأمريكي «أوجه قصور خطيرة» في البنك، فيما يتعلق بحماية مكافحة غسيل الأموال.